# Ellipes alvarengai
Ellipes alvarengai är en insektsart som beskrevs av Günther, K.K. 1977. Ellipes alvarengai ingår i släktet Ellipes och familjen Tridactylidae. Inga underarter finns listade i Catalogue of Life.